# FC Deisenhofen
Der FC Deisenhofen ist ein deutscher Fußballverein aus Deisenhofen südlich von München. Die erste Mannschaft spielt derzeit in der Bayernliga Süd. Die Futsal-Mannschaft spielt in der Futsal-Regionalliga Süd, der zweithöchsten Futsal-Spielklasse in Deutschland.

## Geschichte
1920 fanden sich einige junge Männer zusammen, die sich für den Fußballsport begeisterten. Mittlerweile verfügt der ca. 700 Mitglieder zählende Verein über drei Herrenmannschaften, 23 Jugendmannschaften sowie zwei Senioren-Mannschaften. Die Mannschaften können auf insgesamt fünf Plätzen trainieren, von denen vier mit Flutlicht ausgestattet sind. Der Kunstrasenplatz wurde 2010 fertiggestellt.
Die erste Mannschaft stieg unter der Leitung des ehemaligen isländischen Profis Hannes Sigurðsson 2019 zum ersten Mal in die fünftklassige Bayernliga Süd auf und belegte dort, nach Saisonabbruch wegen der COVID-19-Pandemie, auf Anhieb den zweiten Platz.

## Futsal
Mit dem erstmaligen Gewinn der Bayerischen Hallenmeisterschaft 2015 wurde die Futsal-Mannschaft des FC Deisenhofen ins Leben gerufen. Im Finale in Amberg setzte sich der FCD gegen den BSK Olympia Neugablonz nach einem 1:1 in der regulären Spielzeit schließlich mit 6:5 im Sechsmeterschießen durch. In der darauffolgenden Spielzeit 2015/16 meldete der FCD ein Team in der drittklassigen Futsal-Bezirksliga Oberbayern und sicherte sich in der ersten Saison verlustpunktfrei die Meisterschaft und den Aufstieg in die Futsal-Bayernliga.
Auch in der Bayernliga-Saison 2016/17 holte die Mannschaft mit voller Punktzahl die Meisterschaft ein. Als Meister bestritt der FC Deisenhofen zwei Relegationsspielen um den Aufstieg in die Futsal-Regionalliga Süd gegen den SV Dersim Rüsselsheim, die der FCD in Summe mit 27:7 (16:4, 11:3) gewann. Deisenhofen qualifizierte sich außerdem für den Süddeutschen Futsal-Pokal 2017, musste sich jedoch bereits in der Vorrunde gegen den späteren Sieger SV Pars Neu-Isenburg mit 4:7 geschlagen geben.

## Erfolge
- Bayerischer Hallenmeister 2015
- Meister der Futsal-Bezirksliga 2016
- Meister der Futsal-Bayernliga und Aufstieg in die Futsal-Regionalliga Süd 2017

## Bekannte Spieler
- Nico Karger, zuvor Profi beim TSV 1860 München
- Nico Mantl, Torwart, später Profi bei Red Bull Salzburg, in der Jugend beim FC Deisenhofen
- Florian Schmid, später Profi bei der SpVgg Unterhaching
- Yasin Yılmaz, zuvor Profi bei der SpVgg Unterhaching und in der Türkei